# Vichada
Vichada är ett av Colombias departement. Det ligger i östra Colombia i Colombias östliga slätt. Vichada gränsar till departementen Arauca, Casanare, Meta, Guaviare och Guainía samt med landet Venezuela. Huvudstaden Puerto Carreño är en hamnstad vid Orinocofloden. 

## Administrativ indelning
Departementet är indelat i fyra kommuner:
- Cumaribo
- La Primavera
- Puerto Carreño
- Santa Rosalía